# Сортаза
Сортазы относятся к группе прокариотических ферментов, которые модифицируют поверхностные белки путем распознавания и расщепления карбоксиконцевого сортирующего сигнала. Для большинства субстратов ферментов сортировки сигнал распознавания состоит из мотива LPXTG (Leu-Pro-any-Thr-Gly), следующей высокогидрофобной трансмембранной последовательности, за которой следует кластер основных остатков, таких как аргинин . Между Thr и Gly происходит расщепление с временным присоединением через остаток Thr к остатку Cys в активном центре с последующей транспептидацией, которая ковалентно прикрепляет белок к компонентам клеточной стенки. Сортазы встречаются почти у всех грамположительных бактерий и случайных грамотрицательных бактерий (например, Shewanella putrefaciens) или архей (например, Methanobacterium thermoautotrophicum), где LPXTG-опосредованное декорирование клеточной стенки не зарегистрировано. Хотя сортаза A, называемая «домашней» сортазой, обычно действует на многие белковые мишени, другие формы сортаз распознают вариантные формы мотива расщепления или катализируют сборку пилинов в пили.

## Реакция
Сортаза Staphylococcus aureus представляет собой транспептидазу, которая прикрепляет поверхностные белки к клеточной стенке; он расщепляет Gly и Thr мотива LPXTG и катализирует образование амидной связи между карбоксильной группой треонина и аминогруппой пептидогликана клеточной стенки.

## Биологическая роль
Белки-субстраты, прикрепленные к клеточным стенкам с помощью сортаз, включают ферменты, пилины и опосредующие адгезию гликопротеины с большой поверхностью. Эти белки часто играют важную роль в вирулентности, инфекции и колонизации патогенами.
Поверхностные белки не только способствуют взаимодействию между вторгающимся патогеном и тканями животных, но также обеспечивают оригинальные стратегии ухода бактерий от иммунного ответа хозяина. В случае белка A у S. aureus иммуноглобулины захватываются микробной поверхностью и маскируют бактерии во время вторжения в ткани хозяина. Мутанты S. aureus, лишенные гена srtA, не могут заякорять и отображать некоторые поверхностные белки, и у них нарушена способность вызывать инфекции у животных. Сортаза действует на поверхностные белки, которые запускаются в путь секреци, и их сигнальный пептид удаляется сигнальной пептидазой. Геном S. aureus кодирует два набора генов сортировки и секреции. Вполне возможно, что S. aureus имеет более одного пути для транспорта 20 поверхностных белков к оболочке клеточной стенки.
Стоит обратить внимание, что экзосортаза и архесортаза функционально аналогичны, но негомологичны сортазе.

## Как мишень антибиотика
Сортазы считаются хорошими мишенями для новых антибиотиков, поскольку они являются важными белками для патогенных бактерий, и по крайней мере одна компания отметила некоторый ограниченный коммерческий интерес.

## Состав
Эта группа цистеинпептидаз принадлежит к семейству пептидаз MEROPS C60 и включает членов нескольких подсемейств сортаз.
Другое подсемейство сортаз (C60B в MEROPS) содержит белки бактериальной сортаз B, длина которых составляет примерно 200 остатков.

### Использование в структурной биологии
Транспептидазная активность сортазы используется структурными биологами для получения гибридных белков in vitro. Мотив узнавания (LPXTG) добавляется к С-концу представляющего интерес белка, в то время как мотив олигглицина добавляется к N-концу второго белка, подлежащего лигированию. При добавлении сортазы к смеси белков два пептида ковалентно связываются посредством нативной пептидной связи. Эта реакция используется ЯМР-спектроскопистами для получения ЯМР невидимых меток растворимости и, в другом примере, рентгеновскими кристаллографами, чтобы способствовать образованию комплексов.

## дальнейшее чтение
Эта статья использует текст из общественное достояние Pfam и InterPro IPR005754